# Gabriel Fernández
Gabriel Fernández, född 23 oktober 1976 i Lomas de Zamora i Argentina, är en argentinsk idrottare som tog OS-guld i basket 2004 i Aten. Detta var Argentinas första medalj i basket vid olympiska sommarspelen. Han spelar numera för Club Atlético Lanús i Argentina.